# Waldemar Abegg
Curt Wilhelm Waldemar Abegg (Berlim, 14 de junho de 1873 — Blankenese, 17 de julho de 1961) foi um advogado alemão, especialista em direito administrativo e membro do Partido Democrata Alemão (DDP). Wilhelm Abegg, secretário de Estado do Ministério do Interior da Prússia e o químico Richard Abegg eram seus irmãos.

## Vida
Waldemar Abegg estudou ciência do direito na Universidade de Estrasburgo. Em 1892 tornou-se membro da corporação estudantil Palatia. Depois de realizar no exame jurídico, passou por um estágio e de 1909 a 1921 atuou como funcionário público do conselho regional em Opole, Alta Silésia. De 1921 a 1928, foi um alto funcionário do governo (Oberregierungsrat) na província de Schleswig-Holstein.
Em 1928, Abegg foi nomeado presidente do governo em Schleswig. No outono de 1932, durante a dissolução do governo do Estado Livre da Prússia (Preußenschlag), ele foi exonerado pelo governo de Franz von Papen.